# Valo Bratina
Valo Bratina, slovenski gledališki igralec, režiser, scenograf in organizator, * 6. februar 1887, Idrija, † 6. julij 1954, Ljubljana.

## Življenje in delo
V rojstnem kraju je obiskoval ljudsko šolo, v Ljubljani umetniško-obrtno in 1904–06 dramatično šolo. Skromno šolsko izobrazbo si je širil na odrih v Trieru, Essnu, Geri, Osnabrücku, Düsseldorfu in Detmoldu, kjer se je učil dramatske teorije pri dramaturgu-režiserju Hansenu. Leta 1904 je začel nastopati v Deželnem gledališču v Ljubljani (današnja stavba Opere v Ljubljani), nato v slovenskem gledališču v Trstu, 1912 do 1914 ponovno v Ljubljani, bil do 1918 pri vojakih, 1918 do 1919 pri Narodnem gledališču v Ljubljani, potem v Mariboru, kjer je bil od 1921 upravnik gledališča, 1922-1926 ravnatelj njegove Drame. V njej je utrl pot ekspresionizmu in moderni slovenski dramatiki ter zasnoval samosvojo različico nasproti ljubljanskemu gledališču. V Celju in Ptuju je poskušal organizirati avantgardni gledališči, pa se je moral zadovoljiti s pogodbenim igranjem v ljubljanski Drami (1928-1945). Po koncu vojne je pomagal oživljati slovensko gledališče v Trstu. Kot upravnik je postavil temelje poklicnemu gledališču v Celju, nato je do smrti deloval na ljubiteljskih odrih v Ljubljani in okolici.
Igral je zlasti karakterne vloge. Kot režiser je bil samostojen in izviren zlasti v inscenaciji, v kateri poudarja slikovitost, enotnost in skladnost scene z igro. Prvi je uprizoril več slovenskih izvirnih dram.